# Klaus Weinand
Pour les articles homonymes, voir Weinand.
Klaus Weinand, né le 14 décembre 1940, à Coblence, en République fédérale d'Allemagne, est un ancien joueur allemand de basket-ball. Il évolue durant sa carrière au poste de pivot.